# Добрина
Добрина (болг. Добрина̀ ) — село в Болгарии. Находится в Варненской области, входит в общину Провадия. Население составляет 248 человек.

## Политическая ситуация
В местном кметстве Добрина, в состав которого входит Добрина, должность кмета (старосты) исполняет Димитричка Тошкова Дичева (Болгарская социалистическая партия (БСП)) по результатам выборов.
Кмет (мэр) общины Провадия — Георги Стоянов Янев (ДНГ) по результатам выборов.